# Кольорові олівці Bambino
Кольорові олівці "Bambino" - традиційні польські кольорові олівці, що вироблялися з 1889 року Фабрикою олівців Станіслава Маєвського (в оригіналі: „Majewski St. i S-ka). В 1995 році після приватизації компанії вона стала акціонерним товариством (St. Majewski Spółka Akcyjna Sp. k.), В даний час це єдина така фабрика в Польщі, і олівці Bambino є найвідомішими олівцями на ринку вже більше 100 років. На честь компанії у місті Прушкув, що поблизу Варшави, було перейменовано вулицю на якій вона знаходиться. Тепер вона носить назву Олувкова (з пол. ołówek - олівець).
Підприємство під маркою Bambino виробляє кольорові олівці свічкові кольорові олівці.
Кольорові олівці Bambino випускаються також у трикутній дерев'яній оболонці. Форма олівця дозволяє правильно його тримати дітям і полегшує малювання. Кольорові олівці Bambino випускаються у в оболонках такого ж кольору як пігмент серцевини олівця, тобто згідно з кольорами, якими вони малюють, а також з надрукованими картинками з казок, фільмів або спортивних команд:
- Вінні-Пух
- Історія іграшок
- Губка Боб
- Монстр Хай
- Барбі
- Гарячі колеса
- Літаки
- Зоряні війни: Війни клонів
- Макс Стіл
- ФК Барселона
- Бакуган